# NGC 3920
NGC 3920 في الفهرس العام الجديد، هي مجرة، تقع في كوكبة الأسد. اكتشفت في 28 مارس 1832 بواسطة جون هيرشل.

## روابط خارجية
- NGC 3920 على موقع ويكي سكاي: DSS2, SDSS, GALEX, IRAS, Hydrogen α, X-Ray, Astrophoto, Sky Map, Articles and images